# Arenga wightii
Espèce
Statut de conservation UICN

 VU  : Vulnérable
Arenga wightii est une espèce de plantes de la famille des Arécacées (palmiers).